# Caramânia (província)
Caramânia ou Caramane (em turco: Karaman) é uma província do sul da Turquia, situada na região da Anatólia Central, com capital na cidade homónima. Tem 8 678 km² de área e em dezembro de 2021 tinha 258 838 habitantes (densidade: 29,8 hab./km²).